# Нинцян
Нинця́н (кит. упр. 宁强, пиньинь Níngqiáng, буквально: «спокойствие и мощь») — уезд городского округа Ханьчжун провинции Шэньси (КНР).

## История
В древности эти земли были нанесены ди и цянами.
При империи Хань эти земли входили в состав уезда Цзямэн (葭萌县). В эпоху Троецарствия, когда эти земли были захвачены царством Шу, они вошли в состав уезда Ханьшоу (汉寿县). После того, как царство Шу было уничтожено царством Вэй, а затем Вэй было преобразовано в империю Цзинь, уезд Ханьшоу был переименован в Цзиньшоу (晋寿县).
При империи Суй эти места входили в состав уезда Мяньгу (绵谷县). При империи Тан в 620 году из него был выделен уезд Цзиньню (金牛县). В 621 году уезд Мяньгу был разделён на уезды Саньцюань (三泉县) и Цзямоу (嘉牟县). Вскоре уезды Цзиньню и Цзямоу были расформированы, и остался только уезд Саньцюань.
При империи Сун в 967 году уезд Саньцюань был подчинён напрямую столице. В 996 году уезд Саньцюань стал местом размещения властей Дааньского военного округа (大安军). В 998 году военный округ был расформирован. но в 1133 году создан вновь.
После монгольского завоевания военный округ был преобразован в область Даань (大安州). В 1283 году область была понижена в статусе до уезда — так появился уезд Даань (大安县).
При империи Мин уезд Даань был в 1370 году расформирован. В 1394 году в этих местах случился мятеж цянов. После его подавления на следующий год в этих местах был создан Нинцянский караул (宁羌卫). В 1485 году была создана область Нинцян (宁羌州, «умиротворённые цяны»); военные и гражданские органы власти существовали параллельно. При империи Цин караул был расформирован, и осталась только область. После Синьхайской революции в Китае была проведена реформа структуры административного деления, и в 1913 году область Нинцян была преобразована в уезд Нинцян. В 1942 году написание названия уезда было изменено с 宁羌县 на 宁强县.
Во время гражданской войны этот регион был занят войсками коммунистов в декабре 1949 года. В 1951 году был создан Специальный район Наньчжэн (南郑专区), и уезд вошёл в его состав. В октябре 1953 года Специальный район Наньчжэн был переименован в Специальный район Ханьчжун (汉中专区). В 1969 году Специальный район Ханьчжун был переименован в Округ Ханьчжун (汉中地区).
В 1996 году постановлением Госсовета КНР были расформированы округ Ханьчжун и город Ханьчжун, и образован городской округ Ханьчжун.

## Административное деление
Уезд делится на 2 уличных комитета и 16 посёлков.